# La Française des Jeux
La Française des Jeux es una empresa pública francesa creada en 1976. El 72% de la compañía pertenece al gobierno francés, que le concedió el monopolio de las loterías y apuestas deportivas en todo su territorio, incluidos los departamentos de ultramar, así como en la colectividad territorial de San Pedro y Miguelón, la comunidad de ultramar de la Polinesia Francesa y el Principado de Mónaco.